# Fariña (sèrie de televisió)
Fariña (que en gallec significa farina, una forma col·loquial d'anomenar la cocaïna) és una sèrie de televisió inspirada en fets reals i basada en el llibre homònim Fariña del periodista corunyès Nacho Carretero sobre el narcotràfic a Galícia i Sito Miñanco, un històric traficant de drogues gallec. La sèrie ha estat produïda per Atresmedia en col·laboració amb Bambú Produccions i emesa pel canal espanyol Antena 3, entre el 28 de febrer i el 9 de maig de 2018.
El seu debut es va avançar degut al segrest cautelar del llibre en què es basa, a petició de l'exalcalde d'O Grove, José Alfredo Bea Gondar, després que aquest hagués demandat l'autor i l'editorial Libros del K.O. per haver vulnerat el seu dret a l'honor.

## Argument
Ambientada a Galícia a la dècada del 1980, molts pescadors es troben plens de deutes i sense feina. Sito Miñanco, un pescador amb habilitat per manejant la llanxa, comença amb el contraban de tabac de la mà de Terito (Vicente Otero Pérez), cap dels clans de la ria d'Arousa. Més tard s'estableix pel seu compte amb altres companys. Tanmateix, l'escassetat econòmica farà que els que van traficar amb el tabac intenten expandir el seu negoci a un de més perillós: les drogues.
Entre els diferents clans que trafiquen, es comenta la possibilitat d'iniciar-se amb el tràfic d'haixix, una droga que el fill de Manuel Bustelo ja distribueix per la zona. Laureano Oubiña i altres clans són partidaris d'afegir-s'hi, però Terito s'hi oposa. Més tard, en un viatge per blanquejar diners a Panamà, Sito Miñanco es posa en contacte amb els narcotraficants de cocaïna per desembarcar-la a Galícia. D'aquesta manera, es trasllada el negoci de narcotràfic a la costa gallega. Amb l'expansió del negoci, el 80% de la droga europea desembarcarà a les platges gallegues.
La història conclou amb l'operació Nécora, una operació policial sense precedents en la història de l'estat espanyol, amb un contingent de centenars de policies desplaçats des de Madrid, i la primera de les incursions contra el narcotràfic gallec als anys 1990.

## Producció
Per primer cop en una sèrie espanyola es té respecte per la realitat cultural i lingüística, els personatges parlen castellà amb accent de Galícia, així com es mantenen petits diàlegs i expressions en gallec.
La sèrie es va rodar entre el maig i el novembre de 2017 a l'aire lliure real i en les localitats gallegues de Noia (església de San Martiño, Liceu de Noia), drassanes d'Abruñeiras (Noia), Outes, Santiago de Compostel·la (Pazo de Raxoi), Porto do Son (platja das Furnas), Pontevedra (Casa Consistorial, Institut Valle Inclán), l'Illa d'Arousa, Vilanova de Arousa, O Porto de Meloxo, l'Illa da Toxa (Casino A Toxa) i Madrid (escenes de la Hisenda Panamà i la presó de Parda).
El primer capítol s'inicia el 1981 i l'últim acaba el 1990 amb l'operació Nécora.

## Episodis
| Capítol | Títol       | Director          | Guionistes                                                    | Data d'estrena       | Audiència a Espanya             |  |
| ------- | ----------- | ----------------- | ------------------------------------------------------------- | -------------------- | ------------------------------- |  |
| 1       | "1981"      | Carlos Sedes      | Ramón Campos, Gema R. Neira, Cristóbal Garrido i Diego Sotelo | 28 de febrer de 2018 | 3,4 milions (43,7 % a Galícia)  |  |
|         |             |                   |                                                               |                      |                                 |  |
| 2       | "1982"      | Carlos Sedes      | Ramón Campos, Gema R. Neira, Cristóbal Garrido i Diego Sotelo | 7 de març de 2018    | 3,4 milions (51,2 % a Galícia)  |  |
|         |             |                   |                                                               |                      |                                 |  |
| 3       | "1983"      | Carlos Sedes      | Ramón Campos, Gema R. Neira, Cristóbal Garrido i Diego Sotelo | 14 de març de 2018   | 2,7 milions (43,3 % a Galícia)  |  |
|         |             |                   |                                                               |                      |                                 |  |
| 4       | "1984"      | Carlos Sedes      | Ramón Campos, Gema R. Neira, Cristóbal Garrido i Diego Sotelo | 21 de març de 2018   | 2,8 milions (44,1 % a Galícia)  |  |
|         |             |                   |                                                               |                      |                                 |  |
| 5       | "1985"      | Carlos Sedes      | Ramón Campos, Gema R. Neira, Cristóbal Garrido i Diego Sotelo | 4 d'abril de 2018    | 2,6 milions (46,7 % a Galícia)  |  |
|         |             |                   |                                                               |                      |                                 |  |
| 6       | "1986"      | Jorge Torregrossa | Ramón Campos, Gema R. Neira, Cristóbal Garrido i Diego Sotelo | 11 d'abril de 2018   | 2,4 milions (38,9 % a Galícia)  |  |
|         |             |                   |                                                               |                      |                                 |  |
| 7       | "1987"      | Jorge Torregrossa | Ramón Campos, Gema R. Neira, Cristóbal Garrido i Diego Sotelo | 18 d'abril de 2018   | 2,2 milions (37,2 % a Galícia)  |  |
|         |             |                   |                                                               |                      |                                 |  |
| 8       | "1988"      | Jorge Torregrossa | Ramón Campos, Gema R. Neira, Cristóbal Garrido i Diego Sotelo | 25 d'abril de 2018   | 2 milions (40,8 % a Galícia)    |  |
|         |             |                   |                                                               |                      |                                 |  |
| 9       | "1989/1990" | Jorge Torregrossa | Ramón Campos, Gema R. Neira, Cristóbal Garrido i Diego Sotelo | 2 de maig de 2018    | 2,15 milions (39,7 % a Galícia) |  |
|         |             |                   |                                                               |                      |                                 |  |
| 10      | "1990"      | Carlos Sedes      | Ramón Campos, Gema R. Neira, Cristóbal Garrido i Diego Sotelo | 9 de maig de 2018    | 2 milions (36,8 % a Galícia)    |  |
|         |             |                   |                                                               |                      |                                 |  |

## Repartiment
Excepte en el cas dels líders dels diferents clans, els noms dels personatges de la ficció difereixen dels noms de les persones en què estan inspirats. La majoria dels més de 120 actors i actrius que els interpreten són gallecs, participant, entre d'altres, els següents:

### Personatges principals
| Actor/Actriu            | Personatge                          | Inspirat en                                 |
| ----------------------- | ----------------------------------- | ------------------------------------------- |
| Manuel Lourenzo         | Vicente Otero Pérez "Terito"        | Ell mateix                                  |
| Javier Rey              | Sito Miñanco                        | Ell mateix                                  |
| Tristán Ulloa           | Sargent Darío Castro                | Enrique León Calviño                        |
| Antonio Durán "Morris"  | Manuel Charlín                      | Ell mateix                                  |
| Carlos Blanco           | Laureano Oubiña                     | Ell mateix                                  |
| Monti Castiñeiras       | Luis Colón "Colombo"                | Luís Falcón "Falconetti"                    |
| Isabel Naveira          | Pilar Charlín Pomares               | Josefa Charlín Pomares                      |
| Xulio Abonjo            | Ramón "Moncho" Charlín Pomares      | Manuel "Manolito" Charlín Pomares           |
| Xosé Antonio Touriñán   | Francisco "Paquito" Charlín Pomares | Melchor Charlín Pomares                     |
| Tamar Novas             | Roque                               | Ramiro Martínez Señoráns                    |
| Jana Pérez              | Camila Reyes                        | Odalys Rivera (segona dona de Sito Miñanco) |
| Eva Fernández           | Esther Lago                         | Ella mateixa                                |
| Fran Lareu              | Oli                                 | Olegario Falcón Piñeiro                     |
| Alfonso Agra            | Manuel Bustelo                      | Manuel Baúlo                                |
| Carlos Sante Varela     | Modesto Loval                       |                                             |
| Miquel Fernández García | Baltasar Garzón Real                | Ell mateix                                  |

### Personatges recurrents
| Actor/Actriu          | Personatge                      | Inspirat en                                               |
| --------------------- | ------------------------------- | --------------------------------------------------------- |
| Juan Pablo Shuk       | José Nelson Matta Ballesteros   | Ell mateix                                                |
| Marta Larralde        | Nieves                          | Rosa Pouso (primera dona de Sito Miñanco)                 |
| Celso Bugallo         | Pare de Sito Miñanco            |                                                           |
| Mela Casal            | Mare de Sito Miñanco            |                                                           |
| Patricia Vázquez      | Ana María                       | Josefa Pomares Martínez (dona de Manuel Charlín)          |
| Pepo Suevos           | Di Stéfano                      | Manuel Durán Somoza "Kubala"                              |
| Adrián Ríos           | Miguel Abad "Petete"            | Manuel Abal Feijóo "Patoco"                               |
| Chechu Salgado        | Javi Bustelo                    | Daniel Baúlo (fill de Manuel Baúlo)                       |
| Cristina Iglesias     | Leticia Charlín                 | Yolanda Charlín (neboda de Manuel Charlín)                |
| Mariana Carballal     | Dona de "Terito"                |                                                           |
| Antonio Mourelos      | Xuíz Beigbeder                  | José Luis Seoane Spiegelberg (jutge)                      |
| Jesús Noguero         | Javier Zaragoza Aguado          | Ell mateix (fiscal)                                       |
| Tito Asorey           | Pedro Ventura                   | Pablo Vioque (advocat)                                    |
| Milo Taboada          | José Luis Montáñez              | José Luis Orbáiz Picos (Guarda Civil de trànsit)          |
| Machi Salgado         | Figueroa (Guarda Civil)         |                                                           |
| Ricardo de Barreiro   | Montilla (Guarda Civil)         |                                                           |
| Javier Varela         | Aldán                           |                                                           |
| Iván Marcos           | Braulio Montes                  |                                                           |
| María Vázquez         | Maruxa (dona de Braulio Montes) |                                                           |
| Nacho Castaño         | Ricardo Portabales              | Ell mateix                                                |
| Alberte Montes        | Manuel Fernández Padín          | Ell mateix                                                |
| Xosé Manuel Esperante | Cándido Silva                   | Celestino Suances                                         |
| Susana Dans           | Mare de Cándido Silva           |                                                           |
| Miro Magariños        | Nino Balbín                     | José Ramón "Nené" Barral (alcalde de Ribadumia 1983-2001) |
| Evaristo Calvo        | Miguel Boyer Salvador           | Ell mateix (ministre d'Economia i Hisenda 1982-85)        |
| Ernesto Chao          | Xerardo Fernández Albor         | Ell mateix (president de la Xunta de Galícia 1982-87)     |
| Harlys Becerra        | Jorge Luis Ochoa                | Ell mateix                                                |
| Mario Bolaños         | Elde "El Pelao"                 |                                                           |
| Jason Trigueros       | Gilberto Rodríguez Orejuela     | Ell mateix                                                |
| Iolanda Muíños        | Carmen Avendaño                 | Ella mateixa                                              |
| Xoel Fernández        | Xulio Braña                     |                                                           |
| Mara Sánchez Couto    | Fina                            |                                                           |
| Víctor Mosqueira      | Director de l'oficina bancària  |                                                           |
| Salvador del Río      | Caporal de Marina               |                                                           |
| Brais Yanek           | Chino                           |                                                           |
| Suso Pando            | Aurelio                         |                                                           |
| Marcos Viéitez        | Mossèn de Cambados              |                                                           |
| Cristina Fuentes      | Directora de la residencia      |                                                           |

## Banda sonora
A part de la cançó d'obertura de cadascun dels capítols, "O que teño que facer para non ter que ir ó mar" d'Iván Ferreiro i la música original de Federico Jusid, la banda sonora està formada per les següents cançons:

### Capitol 1
- "Algún dia caeré", del grup Los Cafres, inclosa al disc S.F. 13 Tractor Cerebral (1988). Versió de «Sometimes Good Guys Don't Wear White» (The Standells).
- "Non che teño medo", del grup Heredeiros da Crus, inclosa al disc Jard rock con fe (2013).
- "Into de army", de Kidedo, Klooz i Lionel Wendling.
- "Live life 1", de David Lowe i Phil Pickett.
- "Floating away", de Robby Poitevin.
- "La fiesta", de Brian Flores feat. Carlos Christian Chavarria, John Hunter jr, Jonathan Camacho i Jonathan Slott.

### Capítol 2
- "No volveré", del grup Kokoshca, inclosa al disc Hay una luz (2013).
- "Galicia caníbal", del grup Os Resentidos, inclosa al disc Fai un Sol de Carallo (1986).
- "No na na", d'Stephen Phillips i Tim Paruszkiewicz.
- "Vete de aquí", de David Cabrera i Phil McArthur.
- "Yeah Yeah (Only one who gets me)"

### Capítol 3
- "A Midsummer Night's Dream" - Wedding march, de Felix Mendelssohn.
- "If you ever", de Christian Krebs.
- "Port out starboard home", de Martin Kershaw.
- "Nordsee" -Walzer, de Hans-Günter Wagener.

### Capítol 4
- "Miña terra galega", del grup Siniestro Total, inclosa al disc Menos mal que nos queda Portugal (1984). Versió de «Sweet Home Alabama» (Lynyrd Skynyrd).
- "Mi consentido", del grup Kokoshca, inclosa al disc Algo real (2016).

### Capítol 5
- "Galicia, sitio distinto", del grup Os Resentidos, inclosa al disc Fai un Sol de Carallo (1986).
- "Ciudades y cicatrices", del grup Mujeres, inclosa al disc Un sentimiento importante (2017).
- "En Verano, Ornitofilia", del grup Carolina Durante, inclosa al disc Necromántico (2017).
- "Dashing through snow", d'Adam Dennis i Bob Bradley.
- "A moment in time", d'Anthony Phillips.

### Capítol 6
- "España se droga", del grup Siniestro Total, inclosa al disc Policlínico miserable (1995).
- "Siempre eterno", del grup Mujeres, inclosa al disc Un sentimiento importante (2017).
- "Un atasco", del grup La Plata, inclosa al disc Un atasco (2017).
- "Marte", del grup Tigres Leones, inclosa al disc La Catastrofía (2015).
- "Look at me now 1", de Phil Pickett.
- "Tragedy", de Letitia Caye Meeks.

### Capítol 7
- "Celluloid mannequin 1", de David Lowe i Phil Pickett.

### Capítol 8
- "No sé ligar", del grup Aerolíneas Federales, inclosa al disc Aerolíneas Federales (1986).
- "No mires atrás", del grup Kokoshca, inclosa al disc Algo real (2016).
- "El año de la victoria", del grup Tigres Leones, inclosa al disc El año de la victoria (2017).
- "Ainhoa", del grup Juventud Juché, inclosa al disc Juventud Juché (2012).
- "Early alert", de Ruben Ayala.

### Capítol 9
- "Non chas quero", del grup Os Diplomáticos de Monte-Alto, inclosa al disc Arroutada Pangalaica (1991).
- "Ciudades y cicatrices", del grup Mujeres, inclosa al disc Un sentimiento importante (2017).
- "Me voy", del grup La Plata, inclosa al disc Desorden (2018).

### Capítol 10
- "De hoy no pasa", del grup Siniestro Total, inclosa al disc De hoy no pasa (1987).
- "La noche criminal", del grup Sierra, inclosa al disc A ninguna parte (2017).
- "Amiga extraña", del grup Sierra, inclosa al disc A ninguna parte (2017).